# Erich Auerbach (Fotograf)
Erich Auerbach (* 12. Dezember 1911 in Falkenau an der Eger, Österreich-Ungarn; † 11. August 1977 in London) war ein sudetendeutsch-britischer Fotograf, der ab 1940 für die tschechoslowakische Exilregierung in London arbeitete und nach 1945 dort als Fotograf von englischen Künstlern und Musikern wirkte.

## Leben und Wirken
Nach dem Abschluss der Grund- und Mittelschule in Karlsbad studierte Auerbach von 1930 bis 1933 Musikgeschichte und Philosophie an der Philosophischen Fakultät der Karls-Universität in Prag. Parallel dazu arbeitete er als Musik- und Filmkritiker und Fotojournalist für das Prager Tagblatt. Nach der deutschen Besetzung der Grenzgebiete der Tschechoslowakei im Oktober 1938 und der Bildung des Protektorats Böhmen und Mähren 1939 emigrierte er nach Großbritannien, wo er von 1940 bis 1945 als offizieller Fotograf der tschechoslowakischen Exilregierung in London arbeitete. Nach dem Zweiten Weltkrieg blieb er in England, 1947 erhielt er die britische Staatsbürgerschaft. Er interessierte sich jedoch weiterhin intensiv für das Leben und die Ereignisse in der Tschechoslowakei.
Von 1945 bis 1948 war er Fotojournalist für die renommierte Londoner Wochenzeitung Illustrated und ab 1958 arbeitete er als freiberuflicher Reporter für eine Reihe führender britischer Zeitungen und Zeitschriften (Daily Herald, The Observer, Sunday Times, Illustrated London News usw.) sowie für einige Industrieunternehmen.
1960 wurde Auerbach Ehrenmitglied der Royal Photographic Society. Er gehörte zu den führenden Vertretern des modernen Fotojournalismus; die Arbeit von Erich Salamon hatte wesentlichen Einfluss auf seine Entwicklung. Sowohl beim Prager Tagblatt als auch später in Großbritannien konzentrierte er sich auf Musiker und Sänger sowie auf Bilder von Konzerten und Proben klassischer Musik, bei denen er mit seiner musikwissenschaftlichen Ausbildung und seinem eigenen Talent charakteristische Momente und die Gesamtatmosphäre festhalten konnte, und Veranstaltungen in diesem spezifischen Kulturraum auf einzigartige Weise. Außerdem war Auerbach Autor zahlreicher Fotoreportagen aus dem Alltag in Großbritannien, der Tschechoslowakei und einer Reihe anderer Länder, die er besuchte. Er hatte mehrere Einzelausstellungen in renommierten Londoner Galerien und nahm an einer Reihe von Kollektivausstellungen teil, darunter drei Weltausstellungen für Fotografie in Hamburg (1964, 1968, 1973).

## Nachlass
Sein umfangreicher fotografischer Nachlass ist Eigentum der Hulton Picture Company of London.